# Darak
Darak (ou Darrak) est une commune du Cameroun située dans la région de l'Extrême-Nord et le département du Logone-et-Chari, sur le lac Tchad. Elle est constituée de 21 villages et de 14 îles et s’étend sur 658,60 km2.

## Population
Lors du recensement de 2023, la commune comptait 29 901 habitants, dont 8 614 pour Darak Ville.

## Structure administrative de la commune
La commune comprend notamment les localités suivantes :
- Bideine
- Bouaram
- Boussaya
- Darak II
- Djireib
- Djodda
- Dolé-Abouna
- Dorolimane
- Dororoya
- Goré Tchandji
- Herwa
- Hilé Wanzam
- Kadouna
- Karena
- Katikimé I
- Katikimé II
- Koundjara
- Magala Kabir
- Magala Ndjamena
- Mainari
- Naga'a
- Nguirkima
- Nigué
- Sokotram